# Ясинський Петро Григорович
Петро́ Григо́рович Ясінський (6 березня 1938, Кам'янець-Подільський, УРСР, СРСР) — радянський і український кінорежисер.

## Біографічні відомості
1955 року закінчив у Кам'янці-Подільському залізничну школу № 59 (нині школа-гімназія № 14). Закінчив у рідному місті технічне училище № 2 (нині Кам'янець-Подільський професійний художній ліцей). 
1965 року закінчив радіотехнічний факультет Одеського політехнічного інституту. Закінчив курс кінорежесури при Держкіно СССР, майстерню народних артистів СССР Тетяни Ліознової та Станіслава Ростоцького.
З 1963 року працював на Одеській кіностудії — асистент режисера, другий режисер. 1989 року від цієї студії був співрежисером польсько-радянського фільму «Дежа Вю». 
Нагороджений нагрудним знаком «Відмінник кінематографії СРСР». Нагороджений премією польської академії мистецтв за успіхи в кінематографії в жанрі детективної комедії. 
Член Національної спілки кінематографістів України.

## Фільмографія
Асистент режисера:
- «Загін особливого призначення» (1978)

Другий режисер:
- «Колесо історії» (1981)
- «Сто перший» (1982, т/ф, 2 с)
- «Я, син трудового народу» (1983)
- «Берег його життя» (1984)
- «Дежа Вю» (1989, у співавт.) та ін.